# Sachaguitarra
La sachaguitarra (de sacha -en quichua santiagueño: monte- y guitarra), también llamada guitarra del monte o guitarra de monte, es un instrumento musical creado por Elpidio Herrera, quien es, junto a Sixto Palavecino, uno los más puros exponentes de la música folclórica sachera. Es un instrumento muy particular por combinar sonidos de mandolín, charango, guitarra, sikus, violín, que tal vez tenga más fama en países europeos como Alemania que en su propia tierra.

## Historia
Buscando reconstruir cómo sonaban las guitarras caseras de los antiguos paisanos, Elpidio Herrera comenzó encordando una tabla de lavar ropa de su madre, le colocó un mástil y clavijas. A ese rústico instrumento lo llamó caspiguitarra (de caspi: madera, palo, o sea, guitarra de madera). Viajó para mostrarla en un programa de radio y cuando volvió, una señora de su barrio le llevó a su madre una calabaza y le dijo: "Como Elpidio es travieso, capaz que pueda hacer algo, tal vez una guitarra" y ahí comenzó a darle una idea. Le puso cuatro cuerdas a la calabaza y le dio la afinación conocida como temple del diablo. Ahí fue cuando acuñó el nombre de sachaguitarra, por sugerencia de don Sixto, en homenaje a la gente de campo, pues el gran maestro le dijo que toda guitarra es de caspi, o sea de madera, y que esta sería "guitarra de monte".
Herrera fue invitado a participar en varios discos y comenzó a componer sus propios temas. Pero en el campo, donde los micrófonos no servían porque ni siquiera había electricidad, el instrumentó se volvió inaudible. Entonces construyó una sachaguitarra más grande, la amplificó con el puente de una vieja guitarra eléctrica y la conectó a una batería portátil. Como no alcanzaba a reflejar la música natural del monte, hizo dos agujeros en la tapa, junto al puente, que le permitieron frotar la primera y quinta cuerda con un arco de cerdas de caballo.